# Синдром Шиена
Синдром Шиена (також синдром Шихана, післяпологовий інфаркт гіпофіза; англ. Sheehan's syndrome) — гіпопітуїтаризм унаслідок ішемічного некрозу гіпофіза, спричиненого крововтратою та гіповолемічним шоком під час та після пологів.
Специфічні зміни внаслідок післяпологового шоку та крововтрати 1937 року описав британський лікар-патолог Гарольд Шиен (англ. Harold Leeming Sheehan).